# Ciral
Ciral – miejscowość i gmina we Francji, w regionie Normandia, w departamencie Orne.
Według danych na rok 1990 gminę zamieszkiwało 425 osób, a gęstość zaludnienia wynosiła 24 osoby/km² (wśród 1815 gmin Dolnej Normandii Ciral plasuje się na 491. miejscu pod względem liczby ludności, natomiast pod względem powierzchni na miejscu 156.).